# Katumbasongwe
Katumbasongwe (auch Katumba Songwe) ist ein Verwaltungsbezirk (Ward) des Distrikts Kyela in der tansanischen Region Mbeya. Er grenzt im Norden an den Bezirk Ikimba, im Nordosten an die Bezirke Ikolo und Ngonga, im Osten an den Malawisee, im Süden an Malawi und im Westen an den Bezirk Ngana.

## Geografie
Katumbasongwe ist ein 25 Kilometer langer und nur rund 2 Kilometer breiter Bezirk im Südwesten von Tansania. Er liegt in rund 500 Meter Meereshöhe am linken Ufer des Flusses Songwe, der die Grenze zu Malawi bildet. Die Fläche des Bezirks beträgt 34,6 Quadratkilometer und bei der Volkszählung 2022 lebten hier 9316 Menschen in 2227 Haushalten.

## Gliederung
Der Bezirk besteht aus fünf Gemeinden (Mtaa) mit 20 Orten (Kitongoji):

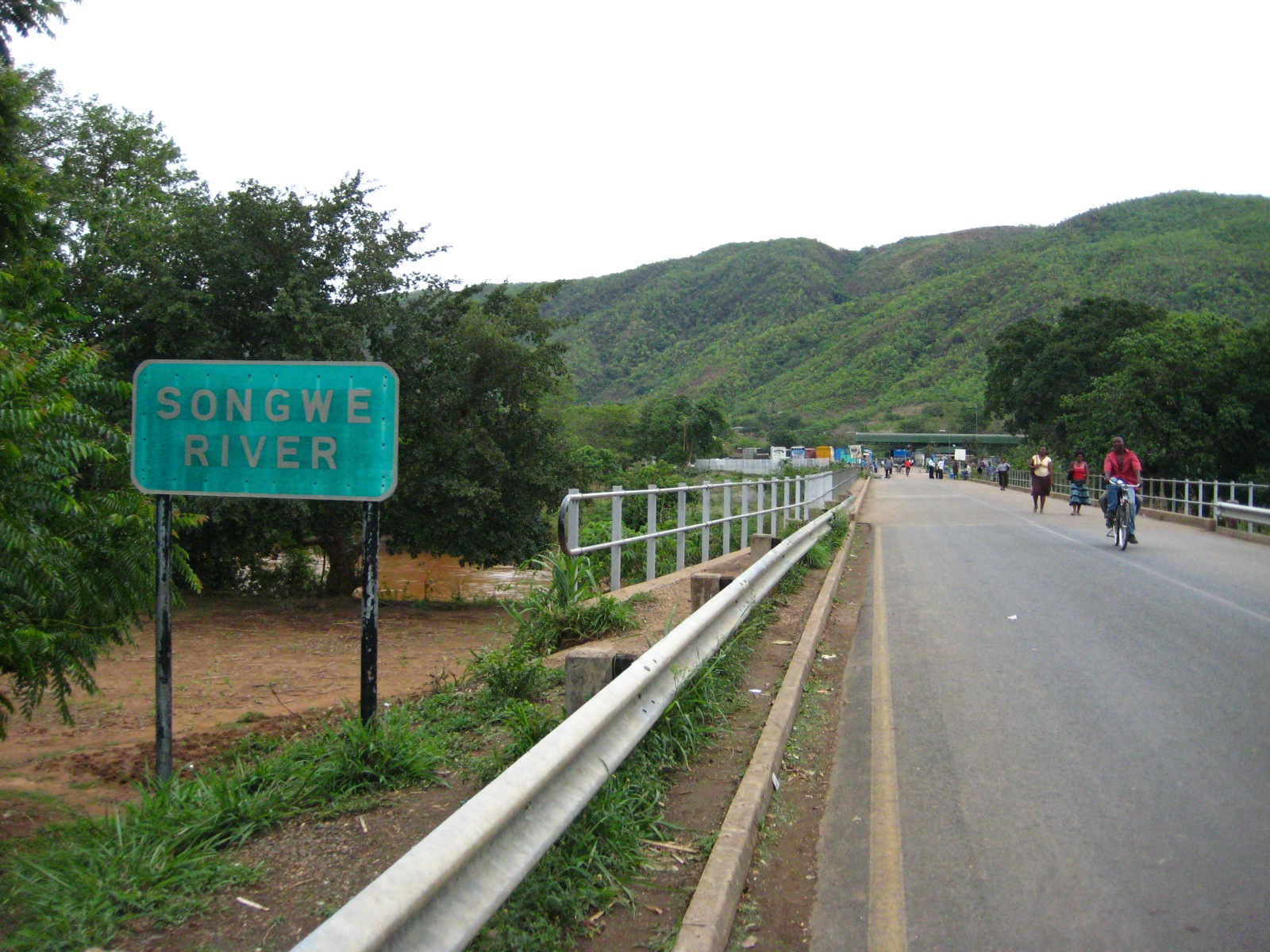
Brücke über den Fluss Songwe nach Malawi

| Katumba - Mbugujo - Ilopa - Masoko I - Masoko II - Katumba | Mpunguti - Mpunguti A - Mpunguti B - Itekenya A - Itekenya B - Lamya | Kabanga - Kabanga - Lusungo - Tenende | Ndwanga - Ndwanga A - Ndwanga B - Katumbati - Ndanganyika - Usalama | Isaki - Isaki I - Isaki II |

## Wirtschaft und Infrastruktur
- Bildung: Die Katumbasongwe Secondary School und die Ngonga Secondary School sind staatliche weiterführende Schulen, die Mädchen und Burschen bis zur 4. Stufe ausbilden.[6][7]
- Gesundheit: Im Bezirk befinden sich drei Apotheken, je eine in Katumba,[8] Mpunguti,[9] und Ndwanga.[10]
- Straße: Im Westen von Katumbasongwe durchquert die asphaltierte Nationalstraße T10 den Bezirk und verbindet Tansania mit Malawi.[11][2]